# Oradour-sur-Vayres
Oradour-sur-Vayres è un comune francese di 1 552 abitanti situato nel dipartimento dell'Alta Vienne nella regione della Nuova Aquitania.

## Società

### Evoluzione demografica
Abitanti censiti